# Корисні копалини Японії
Японія відносно бідна мінеральними ресурсами. В країні є кам'яне вугілля, нафта і газ, поліметалічні руди, гірничохімічна сировина, нерудні будівельні матеріали. Значна частина потреб Японії в мінеральній сировині покривається за рахунок імпорту залізної руди, вугілля, міді, свинцю і цинку. Більша частина корисних копалин зосереджена у дрібних родовищах. Запаси основних корисних копалин, за винятком руд свинцю, цинку, срібла, сірки і бариту, складають менше 1 % сумарних запасів розвинених країн світу. Водночас у Японії розвідані значні запаси вапняку, доломіту, кварцового піску, піриту.

## Копалини

### Нафтатагаз

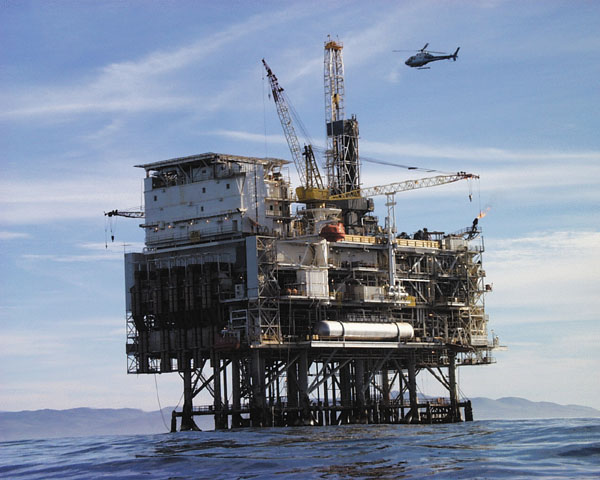
Нафтова платформа у морі.

У Японії відкрито понад 200 дрібних родовищ нафти і газу, а також 10 на шельфі. Понад 150 родовищ розташовані на північному заході острова Хонсю і акваторії Японського моря в басейні Уецу, приуроченому до неоген-четвертинного прогину, заповненого вулканогенно-осадовими комплексами потужністю до 6 км. Нафтогазоносні середньоверхньоміоценові і нижньопліоценові, газоносні пліоцен-четвертинні відклади залягають на глибині 0,02–3,0 км. 
Найбільші родовища басейну — Аґі-Окі та Кубікі, початкові добувні запаси яких до 10 мільйонів т вуглеводнів. У Ісікарі-Західно-Сахалінському басейні, приуроченому до крайового кайнозойського прогину острова Хоккайдо, де відкрито понад 10 родовищ, є нафтогазоносні утворення нижнього та середнього міоцену, глинисті товщі олігоцену і нижнього міоцену. 
У басейні Абукума, розташованому на східному краї Японської острівної дуги, відомо понад 40 родовищ — нафтогазоносні відклади нижнього і середнього міоцену, газоносні олігоценові і пліоцен-четвертинні гірські породи.

### Вугілля

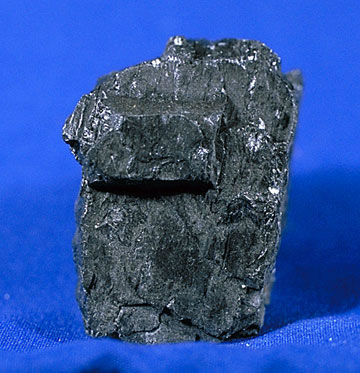
Вугілля

Запаси вугілля в Японії відносно невеликі. Найбільший вугільний басейн — Ісікарі. Тут вугленосність пов'язана з палеогеновими гірськими породами. Вугілля від суббітумінозного до коксівного. У басейні Кусіро на східному узбережжі о. Хоккайдо вугленосність приурочена до відкладів еоцен-олігоцену. Тут вугільні пласти частково залягають під морським дном. Друге місце за запасами займають вугільні басейни о. Кюсю (Чікухо, Фукуока, Міїке, Сакіто-Мацусіма, Такасіма, Сасебо).

### Уран

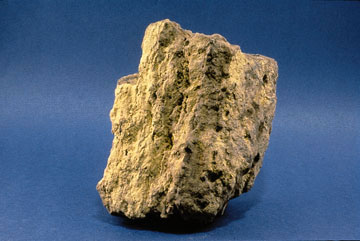
Уран

Родовища уранових руд розташовані на о. Хонсю — в районі Тоно 4 родовища із запасами урану 5 тис. т, рудна мінералізація пов'язана з конґломератами і пісковиками міоцену. Район Нінгьо-Того в префектурі Тотторі включає 5 родовищ із запасами 2,1 тис. т. Тут уранова мінералізація в аркозових пісковиках міоцену представлена нінгіоїтом, уранінітом, кофінітом, а в зоні окиснення — отенітом. Виявлені також дрібніші гідротермальні жильні родовища (Курайосі та ін.).

### Залізо

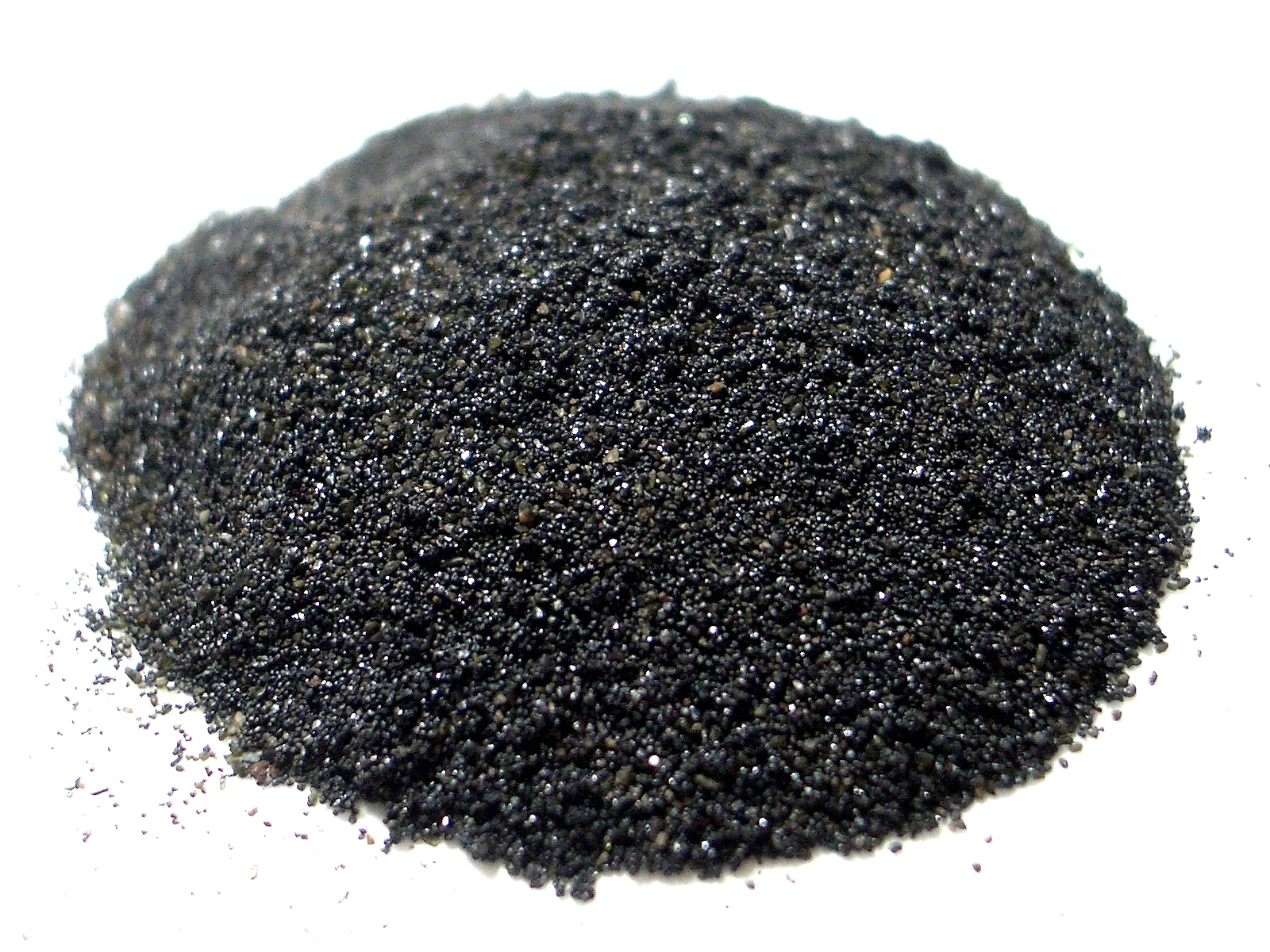
Залізо

Приблизно 20 % загальних запасів залізняку країни укладено в корінних родовищах, серед яких найбільше промислове значення мають метасоматичні родовища на о. Хонсю, Камаїсі (префектура Івате) і Акатані (префектура Ніїгата). На родовищі Камаїсі магнетитові руди, пов'язані зі скарнами, розвинені в палеозойських відкладах, прорваних крейдовими гранітоїдами. Відомо понад 15 рудних тіл. Є вулканогенні родовища мінеральних джерел — Куттян на о. Хоккайдо, Гумма і Уракава (префектура Гумма) на о. Хонсю. Руди складені лімонітом і ґьотитом. Прибережно-морські розсипи залізистих пісків четвертинного віку широко розвинені в районах Сендай, Саппоро, Токіо, Фукуока. Промислове значення мають також підводні розсипи залізистих пісків з високим вмістом Fe і ТіО2, розвинені в прибережних частинах моря на глибині 25 м.

### Марганець

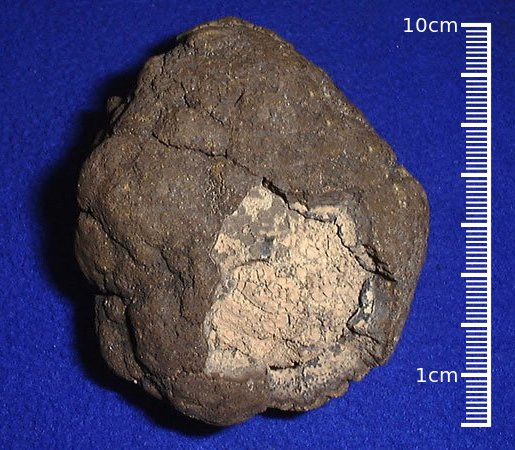
Марганець

Численні дрібні родовища марганцевих руд є на островах Хоккайдо, Хонсю і Сікоку. Основне промислове значення мають гідротермальні родовища о. Хоккайдо (Інакураісі, Якумо, Охе, Дзекоку), представлені родохрозитовими жилами в міоценових туфах, андезитах і ріолітах. Менше значення мають родовища карбонатних руд, що залягають в палеозойських і мезозойських метаосадових породах — Хамайокогава (префектура Нагано) та Іно (префектура Коті). На південному заході острова Хоккайдо відомі також осадові родовища (Піріка, Менну).

### Титан

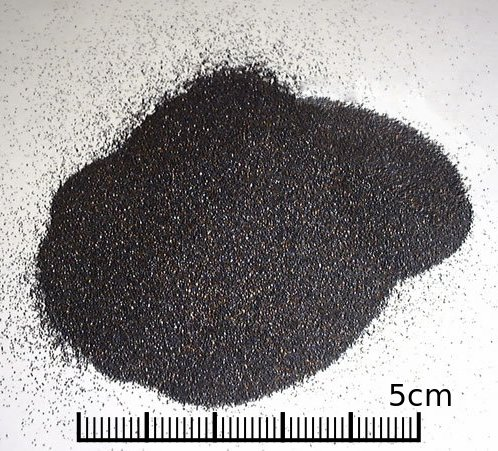
Титан

Титанові руди представлені в основному титаномагнетитовими пісками з ільменітом, серед яких виділяються гірські, прибережні і річкові піски. Гірські піски із вмістом TiO2 від 7 до 19 % розвинені в районах Сімокіта (префектура Аоморі), Кудзі (префектура Івате), Ундзьо (префектура Івате). Найбільші розсипи прибережних пісків розташовані в районах Момбецу (о. Хоккайдо), Сома і Камедзі (о. Хонсю) та Вадзіро (о. Кюсю). Річкові піски мають обмежений розвиток. У префектурі Міе відоме родовище корінних осадових руд Набарі із вмістом TiO2 47-49 %.

### Ванадій
Родовища ванадієвих руд пов'язані з розсипами ванадієносних Fe-Ti пісків із вмістом V2О5 0,3-0,5 %, розвиненими в префектурах Аоморі та Івате.

### Хром

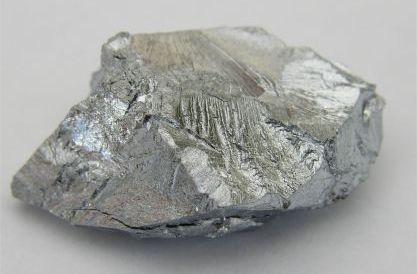
Хром

Корінні родовища хромових руд металургійних сортів локалізуються головним чином на о. Хоккайдо, в районі Юбарі. Родовище Хатта представлене трубоподібними масивними рудними тілами в серпентинітах. Корінні родовища вкраплених вогнетривких руд, пов'язані з серпентинітами, відомі на о. Хонсю, в префектурах Тотторі, Окаяма, Хіросіма (родов. Вакамацу). Розсипи хромітів поширені в центральній частині о. Хоккайдо, де вони залягають в руслах річок, на терасах і в конусах винесення.

### Вольфрам
Запаси вольфрамових руд зосереджені головним чином на островах Хонсю і Кюсю, де розвинені численні дрібні вольфрамітові і шеєлітові кварцово-жильні родовища в пізньомезозойських і ранньотретинних гранітах і метаосадових палеозойських і мезозойських породах: Отані, Каніуті (префектура Кіото), Есібу (префектура Гіфу), Такаторі (префектура Ібаракі), Якусіма (префектура Кагосіма). У префектурі Ямагуті відомі шеєлітові скарнові родовища Куга і Фудзігатані. Як попутний компонент вольфрам присутній в рудах поліметалічних родовищ Акенобе, Ікуно та ін.

### Золото

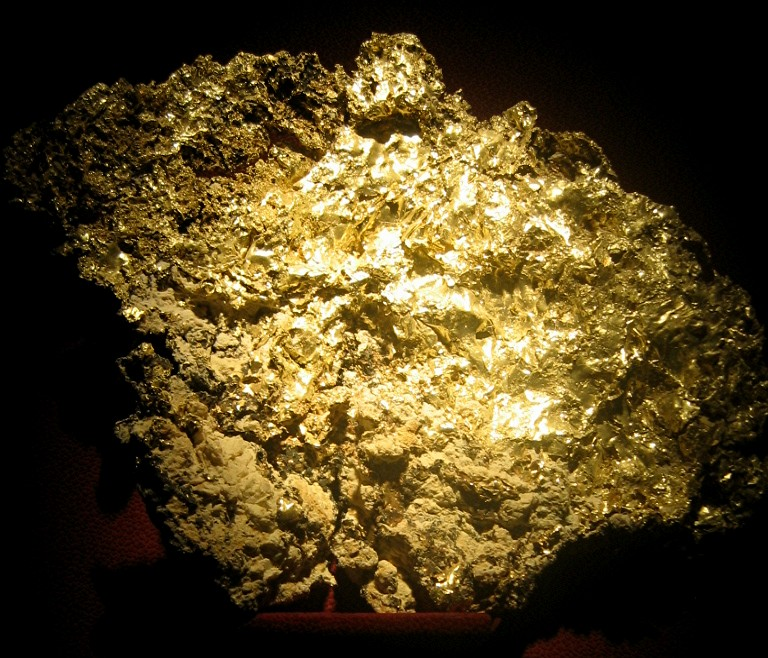
Золото

Ресурси золота 32-х основних родовищах Японії оцінюють в 450 т. Золотоносні території структурно суміщені з молодими вулканогенними поясами, представлені головним чином гідротермальними кварцовими жилами з Au, кварц-кальцитовими жилами з Au, Ag, а також з сульфідами кольорових металів: Cu, Pb, Zn, Mn, рідше Sn, W, Bi, Mo, Sb. Серед найбільших золото-срібних родовищ виділяються Кусікіно і Хісікарі на о. Кюсю, в префектурі Кагосіма, а також Каномай на о. Хоккайдо, в префектурі Момбецу.

### Кобальт
Запаси кобальтових руд обмежені. Родовища представлені Co-As і колчеданно-поліметалічними рудами на о. Хонсю, в префектурах Вакаяма (родовища Сані, Тайсьо), Нара (Догатані) і Ямагуті (Наганоборі), де Cu-Со-кварцові жили пов'язані з міоценовими граніт-порфірами.

### Літій
Родовища літієвих руд, представлені пегматитами з лепідолітом і цинвальдитом, відомі на о. Кюсю, в префектурі Фукуока, і на о. Хонсю, в префектурі Івате.

### Мідь

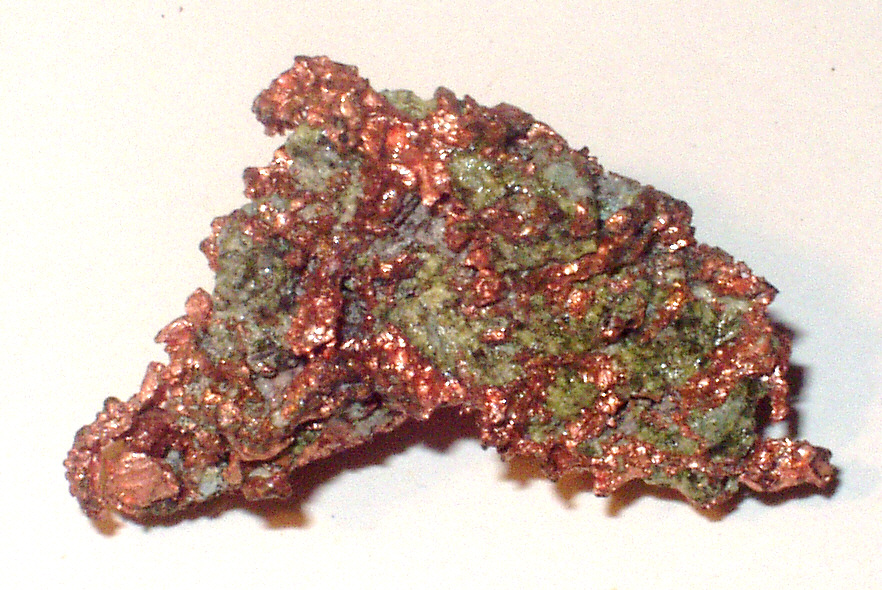
Мідна руда

Запаси мідних руд також обмежені. Основне промислове значення мають колчеданні пластові і жильні родовища. Вони зосереджені в кристалічних сланцях на південному заході о. Сікоку і палеозойських породах на північному заході о. Хонсю. Найбільші родовища: Бессі в префектурі Ехіме (запаси 280 тис. т міді) і Хітаті в префектурі Ібаракі (10 млн т руди). У рудах вулканогенних жильних родовищ (Асіо, Осарідзава, Огоя, Ікуно та ін.) вміст Cu досягає 12 %. Родовища типу Куроко представлені плитними і лінзовими покладами протяжністю до 1500 м за простяганням і до 900 м за падінням, потужністю від 1-5 до 10 м і залягають в глинистих сланцях, туфобрекчіях і пірокластичних відкладах неогену (острови Хоккайдо і Хонсю). Руди складені агрегатом сфалериту, ґаленіту, бариту з халькопіритом, тетраедритом і піритом, важкозбагачувані.

### Молібден
Родовища власне молібденових жильних і штокверкових кварц-молібденітових руд невеликі. Основні родовища розташовані у районах Тайо префектури Сімане, Хірасе префектури Ґіфу та інших.

### Нікель
Дрібні родовища нікелевих руд, представлені сульфідними і латеритними рудами із вмістом Ni 0,1-0,5 %, виявлені в префектурах Хіого, Ойта, Сідзуока.

### Олово
Запаси олов'яних руд пов'язані головним чином з родовищами комплексних руд, які приурочені до зовнішньої зони системи острівних дуг південно-західної Японії і тісно пов'язані з гранітоїдними комплексами ільменітової серії міоцену. Найбільші родовища каситерит-сульфідних Cu-Zn-Sn руд Акенобе в префектурі Хіого представлені численними розгалуженими жилами. Руди містять Sn 0,26-0,46 %; Cu 1,33-1,42 %; Zn 4,28-5,75 %. Суттєво менше промислове значення мають каситерит-сульфідні руди родовища Судзутама в префектурі Кагосіма, а також скарнові (W-Cu-Zn-Sn) руди родовища Куга в префектурі Ямагуті.

### Ртуть

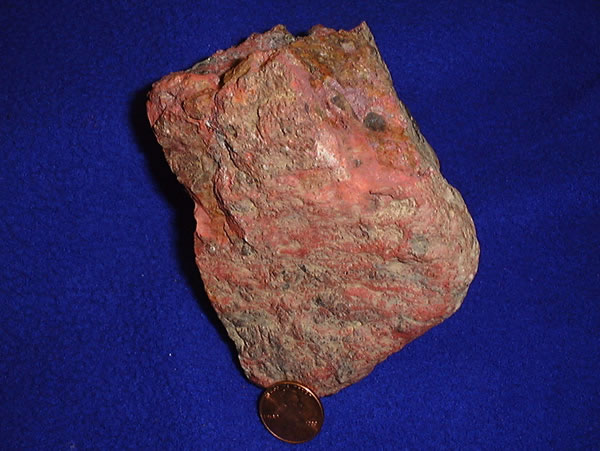
Ртутна руда

Родовища ртутних руд, представлені епітермальними жилами або вкрапленими рудами, зосереджені головним чином на о. Хоккайдо. Родовище Ітомука в префектурі Камікава включає 7 рудних тіл із вмістом ртуті 0,2-0,4 %.

### Руди розсипних і рідкісних елементів
Промислові концентрації ґерманію виявлені в деяких вугільних родовищах, де його вміст становить 0,01-0,05 %; в сульфідних родовищах — до 0,03-0,1 %. У вугільних родовищах часто присутній ґалій 0,0003-0,0015 %. Ґалій встановлений в деяких свинцево-цинкових родовищах. Поліметалічні руди часто містять індій і талій (родовище Такаока).

### Поліметали
Основне промислове значення серед свинцевих і цинкових руд мають жильні (понад 60 % видобутку Pb і 50 % Zn) та скарнові (понад 30 % видобутку Pb і 40 % Zn) родовища. Найбільші жильні родовища — Хосокура і Тайсю на о. Хонсю та Тойоха на о. Хоккайдо). Запаси родовища Хосокура становлять 100 тис. т Pb і 500 тис. т Zn при вмісті в рудах Pb 1,0-1,7 %; Zn 4,2-5,9 %. Ґаленіт містить промислові концентрації Ag. У родовищах типу Куроко (Косака, Ханава, Утінотаї, Ятані та ін.) вміст в рудах Pb 0,9-3,7 %; Zn 4,2-1,7 %. На найбільшому скарновому родовищі Каміока в префектурі Гіфу міститься понад 50 % запасів Pb і Zn країни. Зруденіння, представлене складними трубоподібними тілами, пов'язане з вапняками палеозою і мезозою, прорваними кислими гранітами. Великі контактово-метасоматичні родовища відомі також в префектурі Фукуй (Накаяма, Хітокато, Сєнно).
На глибині 1600 м далі на захід за о.Окінава, в межах трогу Окінава на початку XXI ст. виявлено велике поліметалічне родовище Санрайс (Sunrise), що займає площу 660 тис. м². Вміст свинцю в рудах в середньому становить 4 %, цинку — 7,7 %, підвищені вмісти міді, золота і срібла. Прогнозні ресурси поліметалічних руд цього родовища оцінюються в 9 млн т, що в перерахунку на метали становить близько 360 тис. т свинцю і 700 тис. т цинку.

### Стибій
Родовища стибієвих руд виявлені на південному заході Японії. Найбільше родовище Накасе в префектурі Хіого має середній вміст Sb в рудах 4,6 %.

### Арсен
Запаси арсену в арсенопіритових рудах, виявлених на островах Кюсю і Хонсю, оцінюють в 300 тис. т. Вулканогенні гідротермально-метасоматичні родовища самородної сірки залягають в андезитах, туфах і туфобрекчіях на о. Хонсю (Мацуо, Угуїсудзава, Нісіадзума) і на о. Хоккайдо (Хоробецу, Сіретоко, Атосаноборі).

### Гірничохімічна сировина
Представлена баритом, арсеном, сіркою самородною, піритом, фосфоритом. Барит є одним з основних мінералів родовищ типу Куроко. На найбільших родовищах рудника Ханаока, середній вміст BaSO4 в рудах складає: Мацумайн (80 % запасів) 8,65 %, Фукусава 8,99 %, Едзурі 17 %.
На родовищах Мацуо (префектура Івате) і Хоробецу (округ Ібурі) розвідані також великі запаси піриту. Рудні поклади протяжністю понад 1 км містять самородну сірку, пірит і марказит. Одним з найбільших піритових родовищ є Янахара в префектурі Окаяма. Пірит присутній в мідних родовищах (Бессі, Хітаті) і як попутний компонент в родовищах типу Куроко (Ханаока, Йосіно, Камікіта, Оаге, Абесіро). Нерудна індустріальна сировина представлена азбестом, вермікулітом, гіпсом, графітом, флюоритом, каоліном, бентонітом та ін. Понад 80 % запасів азбесту припадає на хризотил-азбест. Виявлені ресурси 10-и родовищ оцінюються в 1500 тис. т. Основні родовища зосереджені на островах Хоккайдо та Хонсю. Промислові родовища вермікуліту виявлені в префектурі Фукусіма. Запаси гіпсу перевищують 2 млн т. Основне промислове значення мають гідротермально-метасоматичні родовища, що залягають спільно з рудами типу Куроко; найбільші родовища — Ванібуті та Івамі в префектурі Сімане, Ното в префектурі Ісікава, Йонаїхіта та Ісігаморі в префектурі Фукусіма. Численні дрібні родовища лускатого графіту розташовані на кордоні префектур Гіфу і Тояма. На о. Хоккайдо, на найбільшому родовищі Осірабецу протяжність рудних тіл, приурочених до габро, становить 200-300 м, середній вміст вуглецю 9 %.

### Будівельні матеріали
Японія має унікально різноманітні види глин: каолін, бентоніт, «гером», «розекі», «тозекі», «кібуші» та ін. Гідротермальні родовища каоліну залягають г.ч. серед третинних андезитів, ріолітів і туфів. Найбільше родовище Ітая в префектурі Ямагата. Серед родовищ вивітрювання, утворених за рахунок кварцових порфірів, пегматитів та ін. полевошпатових порід, в префектурах Гіфу, Нагоя, Сімане, Хіросіма, найбільше промислове значення мають родовища району Нагоя (Сето, Фудзіока, Таямі, Токі, Ямаока). Тут нижні горизонти глинистих товщ складені глинами «кібуші» (каолініт, кварц, слюда, монтморилоніт), верхні — каоліном. Родовища бентоніту та інших кислих глин розташовані в префектурах Аоморі, Ніїгата, Ямагата, Сімане та ін. Запаси бентоніту складають близько 1 млн т.
Запаси вогнетривких глин перевищують 70 млн т і зосереджені в префектурах Івате, Гіфу, Кобе, Хіросіма. Осн. запаси глин «кібуші» (теж вогнетривких) зосереджені в префектурі Гіфу. Найзначніші запаси глин «розекі» (воскоподібна глина з високим вмістом пірофіліту) розвідані в районі Міцуїсі, на захід м. Кобе.
В Японії є великі запаси діатоміту. Родовища неогену морського походження відомі в префектурах Ісікава (Ното), Акіта (Таканосу), Міягі (Енда) і Сімане (Окі); вони представлені покладами потужністю понад 10 м. Родовища озерного генезису розвинені в префектурах Окаяма (Яцука) і Міягі (Онікобе).
Основні родовища кварцових пісків локалізуються на території префектур Тотігі, Фукусіма, Міе, Гіфу, Фукуока. Запаси кварцу високої чистоти (SiO2 94-96 %), пов'язані з пегматитами (префектура Фукусіма), а також із зонами окварцювання андезитів (префектура Сідзуокі, родов. Ідзу), складають понад 460 млн т. Найбільші родовища діаспору розташовані в префектурі Нагасакі на о. Кюсю. Основні родовища польового шпату, пов'язані з гранітними пегматитами і аплітами, виявлені в префектурах Фукусіма, Ніїгата, Нара, Хіросіма, Сімане. Головні родовища пірофіліту, розташовані на о. Хонсю (преф. Хіого, Окаяма, Хіросіма, Ямагуті) і на о. Кюсю (преф. Нагасакі), локалізовані в ріолітах і штоках кварцових порфірів третинного і крейдового віку. Запаси тальку складають близько 700 тис. т. Родовища дрібні і приурочені до серпентинітів (префектури Ібаракі, Гумма, Хіого). Основна частина родовищ флюориту зосереджена на о. Хонсю, де відомі жильні родовища Хотару в префектурах Фукусіма і Хіраїва в префектурі Гіфу. Родовища метасоматичних руд: Ігасіма в префектурах Ніїгата, Дзімму і Міхара в префектурі Хіросіма. Промислові поклади цеолітів відомі на о. Хонсю, в районах розвитку вулканічних і вулканокластичних порід.

### Нерудні будівельні матеріали
Нерудні будівельні матеріали Японії представлені головним чином вапняками, доломітом, туфами, пемзою, перлітом, мармуром, гранітом, андезитом. 
Більшість родовищ вапняків приурочена до кам’яновугільних і пермських формацій, рідше зустрічаються родовища тріасу, юри і третинного віку. Найбільші родовища доломіту розташовані в районах Кудзуу префектури Тотіґі і Касуґа префектури Ґіфу. Потужність продуктивних горизонтів 50–100 м. 
На території Японії поширені численні родовища інших нерудних будівельних матеріалів: 
- туфів у префектурах Тотіґі, Фукуй, Фукусіма і Сідзуока;
- пемзи у префектурах Ґумма і Каґосіма;
- перліту у префектурах Акіта, Фукусіма і Наґано;
- граніту, андезиту, мармуру у префектурах Ямаґуті, Івате,Окаяма і Ґіфу.

Дорогоцінні і напівдорогоцінні камені виявлені в наступних префектурах:
- опал у префектурах Фукусіма та Ісікава;
- жадеїт у префектурі Ніїґата;
- аметист у префектурах Міяґі, Ніїґата і Тотторі.

Відомі також родовища рубіну, сапфіру, берилу, хризоберилу, топазу, гірського кришталю, рожевого кварцу, карнеолу і сардоніксу.

## Таблиця
Основні корисні копалини Японії станом на 1998-1999 роки.
| Корисні копалини               | Запаси       | Запаси   | Вміст корисного компоненту в рудах, % | Частка у світі, % |
| Корисні копалини               | Підтверджені | Загальні | Вміст корисного компоненту в рудах, % | Частка у світі, % |
| Барит, тис. т                  | 2000         | 3000     | 24–85 (BaSO4)                         | 0,6               |
| Вольфрам, тис. т               | 2            | 5        | 0,5 (WO3)                             | 0,1               |
| Залізні руди, млн т            | 1            | 215      | 26 (Fe)                               |                   |
| Золото, т                      | 240          | 570      | 9 г/т                                 | 0,5               |
| Марганцеві руди, млн т         | 1            | 5        | 25 (Mn)                               |                   |
| Мідь, тис. т                   | 950          | 1530     | 2 (Cu)                                | 0,1               |
| Молібден, тис. т               | 5            | 5        | 0,1 (Мо)                              | 0,1               |
| Нафта, млн т                   | 8,3          |          |                                       |                   |
| Олово, тис. т                  | 20           | 40       | 0,35                                  |                   |
| Плавиковий шпат, млн т         | 0,06         | 0,08     | 60 (CaF2)                             |                   |
| Природний горючий газ, млрд м³ | 39           |          |                                       |                   |
| Свинець, тис. т                | 1765         | 1765     | 1 (Pb)                                | 1,5               |
| Срібло, т                      | 16000        | 17500    | 150 г/т                               | 2,9               |
| Вугілля, млн т                 | 8654         | 8654     |                                       |                   |
| Хромові руди, млн т            | 0,2          |          | 26 (Cr2O3)                            |                   |
| Цинк, тис. т                   | 6733         | 7433     | 4,9 (Zn)                              | 2,4               |
| Кобальт, тис. т                | 3            | 6        |                                       | 0,1               |